# Montserrat Garrich i Ribera
Montserrat Garrich i Ribera (Barcelona, 1957) és una activista cultural catalana, estudiosa i promotora de la dansa tradicional. És llicenciada en Filologia Catalana i diplomada en Biblioteconomia i Documentació.

## Esbart Català de Dansaires
Garrich ha desenvolupat la seva trajectòria associativa a través de l'Esbart Català de Dansaires, entitat a la qual ingressa a vint anys, exercint-hi com a mestra infantil des de 1982, secretaria i actualment vocal d’Arxiu i Biblioteca. Ha estat comissària de nombroses exposicions organitzades per l’associació barcelonina, com ara Apel·les mestres, artista complet i home polièdric (2012), Cavallets... endavant! Els Cavallets Cotoners de Barcelona (2013), De pagès a típic: 100 anys dels vestits de l’Esbart Català de Dansaires (2016), Aureli Capmany: La dansa i l’Esbart Català de Dansaires (2018).
En paral·lel, també ha estat autora del llibre Esbart català de dansaires: 1908-2008: cent anys d’història (2008) i el Manual de descripció coreogràfica de balls de bastons (2014), a més de ser editora de la col·lecció Aportacions a la dansa catalana. El 2017, l’Esbart Català de Dansaires impulsa l’Inventari de Danses Vives de Catalunya, dirigit per Garrich.

## Altres aportacions
Entre altres, Garrich és autora de la coreografia de l’Àguila de Barcelona i de la Cerimònia d’Obertura dels Jocs Paralímpics de Barcelona 1992.
El 2018 va ser la comissària de l’Any Aureli Capmany, que va reivindicar la figura del folklorista barceloní. Un any més tard, va rebre el Premi Antoni Carné de l’Associacionisme Cultural Català (2019).